# Gloeoporus dichrous
El Hongo Bicolor (Gloeoporus dichrous) es una especie de hongo de la familia Irpicaceae. Fue descrito por primera vez por Elias Magnus Fries en 1815 como Polyporus dichrous y transferido posteriormente, en 1912 por Giacomo Bresadola, al género Gloeoporus. La variedad G. dichrous var. niger (anteriormente conocida como Ceriporiopsis nigra) fue propuesto en 2008 luego de que un análisis molecular revelara que ambos taxones son conespecíficos. El G. dichrous no es comestible.

## Sinonimia
- Polyporus dichrous Fr. (1815)
- Boletus dichrous (Fr.) Spreng. (1827)
- Bjerkandera dichroa (Fr.) P.Karst. (1880)
- Gloeoporus candidus Speg. (1880)
- Leptoporus dichrous (Fr.) Quél. (1888)
- Polystictus dichrous (Fr.) Gillot & Lucand (1890)
- Stereum dichroides Lloyd (1924)
- Poria subviridis Rick (1937)
- Caloporus dichrous (Fr.) Ryvarden (1976)